# Càrites (mitologia)

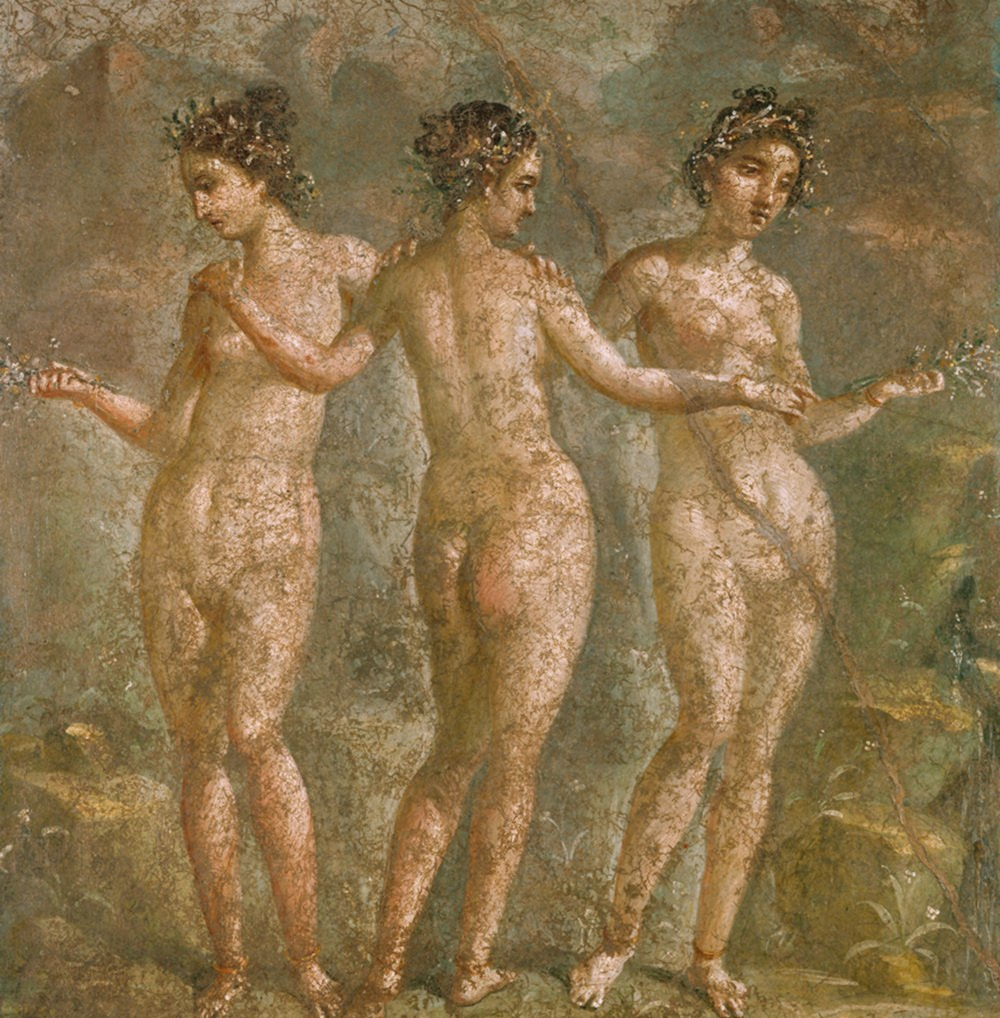
Representació de les tres Càrites en una pintura al fresc trobada a Pompeia (circa).

D'acord amb la tradició mitològica grega, les Càrites (en grec antic Χάριτες) van ser unes divinitats, filles de Zeus i d'Eurínome. De vegades, en lloc d'Eurínome, la seva mare és Hera.
Representaven l'alegria i la bellesa, i segurament des del seu origen, eren forces de la vegetació. Formaven part del seguici dels déus olímpics, especialment d'Afrodita, i de vegades es troben formant cor amb les Muses, ja que es considerava que també influïen en les creacions de l'esperit. També formaven part del seguici d'Apol·lo, el déu músic.
Segons la tradició més acceptada eren tres germanes, anomenades Aglaia, Eufròsine i Talia, tres joves nues agafades per les espatlles. N'hi ha dues que miren en una direcció i la del mig en direcció oposada. Per això la denominació estesa de Les Tres Gràcies. S'atribueixen a les Gràcies les influències sobre els treballs de l'esperit i les obres d'art. Amb les seves mans van teixir el vel d'Harmonia. Acompanyaven Atena, deessa de les tasques femenines, i també, a més d'Afrodita i Apol·lo, Eros i Dionís.

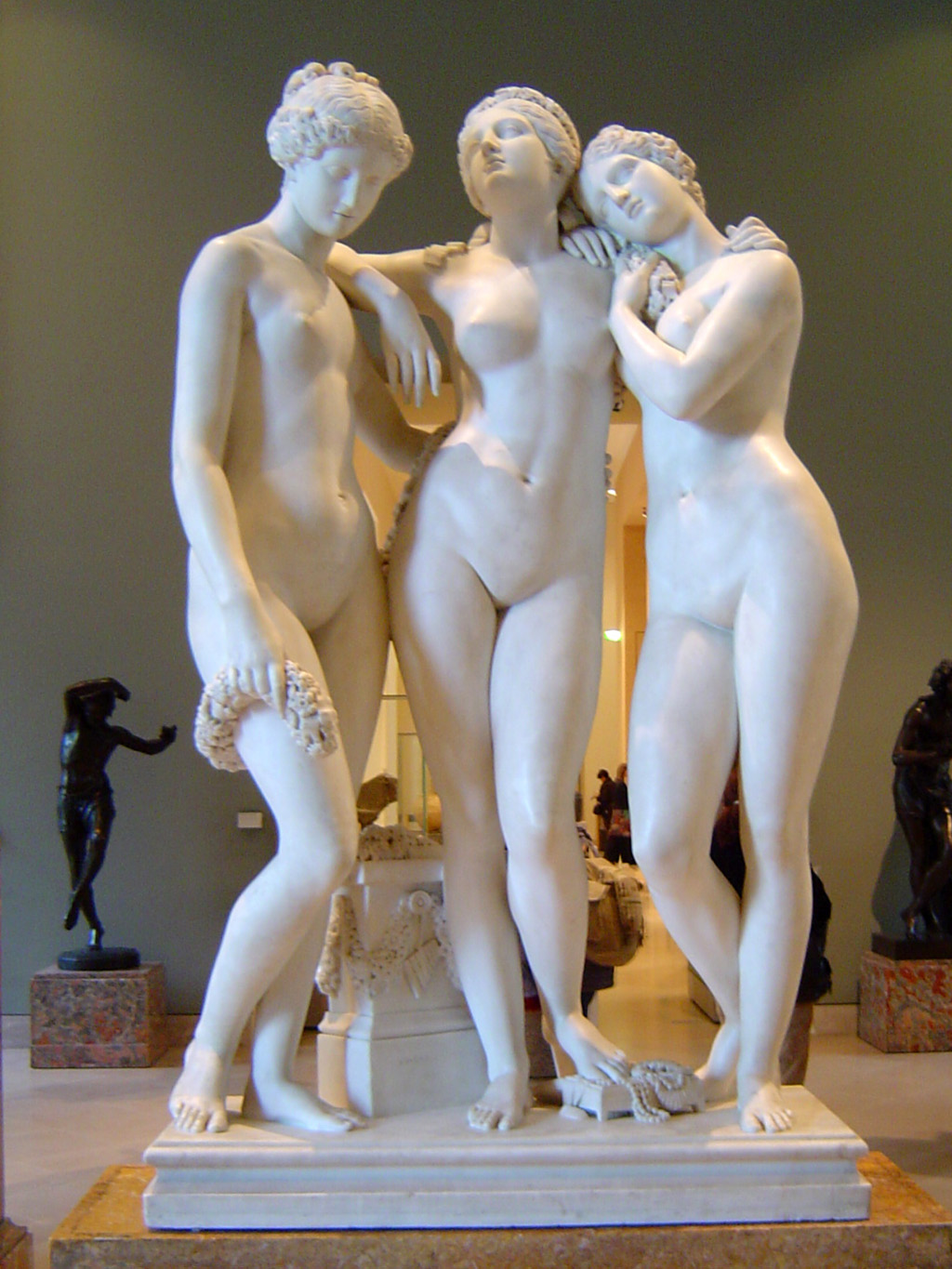
Les Tres Gràcies de l'escultor James Pradier.

## A l'art
Les Tres Gràcies han estat font d'inspiració en multitud d'obres de nombrosos artistes (pintures, escultures, llibres i en infinitat d'obres) al llarg de la història, i han sigut representades principalment com a belles dones nues o amb algunes robes o togues romanes que permetien sense cap dubte denotar les seves elegants i suggeridores formes, en actituds suaus i tendres, que de vegades fins i tot poden induir actituds de lesbianisme, però que fonamentalment infonen erotisme.
Importants artistes com C. Van Loo, Rubens, Botticelli, Raffael… van orientar obres seves cap a aquestes figures mitològiques de l'antiguitat clàssica.